# Sigurður Sigurðsson (Eishockeyspieler)
Sigurður Sveinn Sigurðsson (* 24. Februar 1976) ist ein isländischer Eishockeyspieler, der seit 2005 erneut bei Skautafélag Akureyrar in der isländischen Eishockeyliga spielt.

## Karriere
Sigurður Sigurðsson begann seine Karriere bei Skautafélag Akureyrar, für das er auch größtenteils spielte. Lediglich zweimal verließ er seinen Stammverein, als er von 1998 bis 2000 bei Skautafélag Reykjavíkur in der isländischen Hauptstadt und 2004/05 bei Narfi frá Hrísey auf der zu Akureyri gehörenden Insel Hrísey spielte. Mit Skautafélag Akureyrar gewann er insgesamt 13-mal (1997, 1998, 2001, 2002, 2003, 2004, 2008, 2010, 2011, 2013, 2014, 2015 und 2016) die isländischen Meistertitel. Hinzu kommen noch zwei Titel mit Skautafélag Reykjavíkur (1999 und 2000). Er ist damit einer der erfolgreichsten isländischen Eishockeyspieler.

### International
Für die isländische Herren-Nationalmannschaft spielte Sigurður Sigurðsson zunächst bei den D-Weltmeisterschaften 1999 und 2000 und nach Umstellung auf das heutige Divisionensystem bei den Weltmeisterschaften der Division II 2001, 2002, 2003, 2009, 2010 und 2011. Nach zwischenzeitlichem Abstieg trat er mit den Nordmännern 2004 in der Division III an und erreichte den sofortigen Wiederaufstieg.
Neben seiner aktiven Karriere war er bei den U20-Weltmeisterschaften 2002, 2003 und 2012 sowie bei den Herren-Weltmeisterschaften 2013, 2017 und 2018 jeweils Teammanager der Isländer. Bei der 2016 ausgetragenen Olympiaqualifikation für die Winterspiele in Pyeongchang 2018 und der Weltmeisterschaft 2016 war er Assistenztrainer der Isländischen Herren.

## Erfolge und Auszeichnungen
- 1997: Isländischer Meister mit Skautafélag Akureyrar
- 1998: Isländischer Meister mit Skautafélag Akureyrar
- 1999: Isländischer Meister mit Skautafélag Reykjavíkur
- 2000: Isländischer Meister mit Skautafélag Reykjavíkur
- 2000: Aufstieg in die C-Gruppe bei der D-Weltmeisterschaft
- 2001: Isländischer Meister mit Skautafélag Akureyrar
- 2002: Isländischer Meister mit Skautafélag Akureyrar
- 2003: Isländischer Meister mit Skautafélag Akureyrar
- 2004: Isländischer Meister mit Skautafélag Akureyrar
- 2004: Aufstieg in die Division II bei der Weltmeisterschaft der Division III
- 2008: Isländischer Meister mit Skautafélag Akureyrar
- 2010: Isländischer Meister mit Skautafélag Akureyrar
- 2011: Isländischer Meister mit Skautafélag Akureyrar
- 2013: Isländischer Meister mit Skautafélag Akureyrar
- 2014: Isländischer Meister mit Skautafélag Akureyrar
- 2015: Isländischer Meister mit Skautafélag Akureyrar
- 2016: Isländischer Meister mit Skautafélag Akureyrar